# Patrick Chastenet
Pour les articles homonymes, voir Chastenet.
Patrick Chastenet, de son nom complet Patrick Troude-Chastenet, est un politiste français né en 1955 à Vesoul.
Il est membre du Centre Montesquieu de recherches Politiques (université Bordeaux IV).

## Biographie
Agrégé des universités, docteur en science politique, maître ès lettres de sociologie et diplômé de l’Institut d'études politiques de Bordeaux, il a d’abord été journaliste indépendant (Le Monde, Sud-Ouest Dimanche, Le Canard enchaîne) avant d’entamer une carrière universitaire à Bordeaux, Reims et Poitiers.
Sous son nom d'usage, il a notamment publié avec Philippe Chastenet, son frère, des biographies de Georges Simenon, Robert Hersant, Jacques Chaban-Delmas,,. Il est considéré comme l’un des meilleurs spécialistes de Jacques Ellul en France et à l’étranger,.
Depuis 2009, il est professeur de science politique à l’université de Bordeaux. Il est par ailleurs directeur des Cahiers Jacques-Ellul, président de l’Association internationale Jacques Ellul, membre du conseil de direction de l’International Jacques Ellul Society. Il a en effet contribué à réhabiliter les idées de ce penseur de la technique qu'il souhaite « faire mieux connaître », que ce soit par l'action associative, la publication d'ouvrages et revues, la tenue de conférences ou de colloques universitaires, mais également la participation à des émissions culturelles. L'étude de Jacques Ellul l'a parallèlement conduit à s'intéresser à plusieurs autres domaines,, comme l'écologie politique, la démocratie, le personnalisme ou encore les phénomènes de propagande, notamment sur Internet[source secondaire souhaitée].
La publication de son ouvrage Introduction à Jacques Ellul,, en 2019 participe à faire redécouvrir la pertinence des analyses de ce penseur pour comprendre les problématiques techniques et écologiques contemporaines,,. 
En 2023, dans Les racines libertaires de l'écologie politique,,,,, il restitue l'itinéraire singulier de cinq précurseurs : : Élisée Reclus, Ivan Illich, Jacques Ellul, Bernard Charbonneau et Murray Bookchin, qui ont selon lui conjugué l'amour de la nature et de la liberté. Il a également consacré un ouvrage à Bernard Charbonneau en 2024, intitulé Introduction à Bernard Charbonneau.